# Pablo Pírez
Pablo Pírez, vollständiger Name Pablo Nicolás Pírez Montes, (* 8. Januar 1990 in Montevideo) ist ein uruguayischer Fußballspieler.

## Karriere
Der 1,84 Meter große Defensivakteur Pírez stand zu Beginn seiner Karriere von 2008 bis 2009 in Reihen der Reservemannschaft (Formativas) von Sud América. Mitte 2009 wechselte er zum Club Sportivo Cerrito und verblieb dort bis Ende der Saison 2009/10. In der Spielzeit 2010/11 war der Colón FC sein Arbeitgeber. Im Juli 2011 verpflichtete ihn der Club Atlético Torque, für den er in der Folgezeit spielte. In der Saison 2013/14 wurde er bei den Montevideanern 22-mal (kein Tor) in der Segunda División eingesetzt. In der Folgespielzeit 2014/15 lief er in 26 Ligapartien auf und erzielte einen Treffer. Anfang September 2015 schloss er sich den Rampla Juniors an und traf bei zwölf Zweitligaeinsätzen in der Saison 2015/16 zweimal ins gegnerische Tor. Ende Juli 2016 setzt er seine Karriere beim Club Atlético Progreso fort. Nach Stationen beim Huracán FC und Villa Española wechselte er zum honduranischen Verein Real España. Mitte 2021 kehrte er nach Uruguay zum Uruguay Montevideo FC. Nach der Saison schloss er sich Juventud de Las Piedras an.